# George Bass
George Bass (Sleaford, 30 gennaio 1771 – 5 febbraio 1803) è stato un chirurgo, navigatore ed esploratore britannico che esplorò l'Australia.

## Gioventù
George Bass nacque il 30 gennaio 1771 ad Aswarby, una frazione presso Sleaford, Lincolnshire, figlio di un locatario agricoltore, George Bass, e di una bellezza locale di nome Sarah Nee Newman. Il padre morì nel 1777 quando Bass aveva 6 anni. Frequentò la Boston Grammar School e fu educato in medicina presso l'ospedale di Boston, Lincolnshire. All'età di 18 anni fu accettato a Londra come membro della Company of Surgeons, e nel 1794 si arruolò nella Royal Navy come chirurgo.
Giunse a Sydney nel Nuovo Galles del Sud a bordo della HMS Reliance il 7 settembre 1795.
A bordo c'erano anche Matthew Flinders, John Hunter, Bennelong ed il suo assistente chirurgo William Martin.

## I due viaggi della Tom Thumb
Bass aveva portato con sé sulla Reliance una piccola barca con una chiglia di 2,6 metri ed un albero da 1,6 metri, che chiamò Tom Thumb a causa delle sue dimensioni. Nell'ottobre del 1795 Bass e Flinders, accompagnati da William Martin, salparono con la Tom Thumb da Port Jackson in direzione di Botany Bay, esplorando il fiume Georges River più a monte di quanto mai fatto in precedenza dai coloni. I racconti al loro ritorno portarono alla fondazione dell'insediamento di Banks' Town.
Nel marzo 1796 lo stesso gruppo si imbarcò per un secondo viaggio con una barca simile chiamata anch'essa Tom Thumb. Durante questo viaggio discesero la costa fino a lago Illawarra, che chiamarono laguna Tom Thumb. Scoprirono ed esplorarono Port Hacking.
In seguito, quello stesso anno, Bass scoprì terra buona nei pressi di Prospect Hill, ritrovando il bestiame perduto della Prima Flotta, e non riuscendo nel tentativo di attraversare le Blue Mountains.

## Viaggio sulla baleniera a Western Port

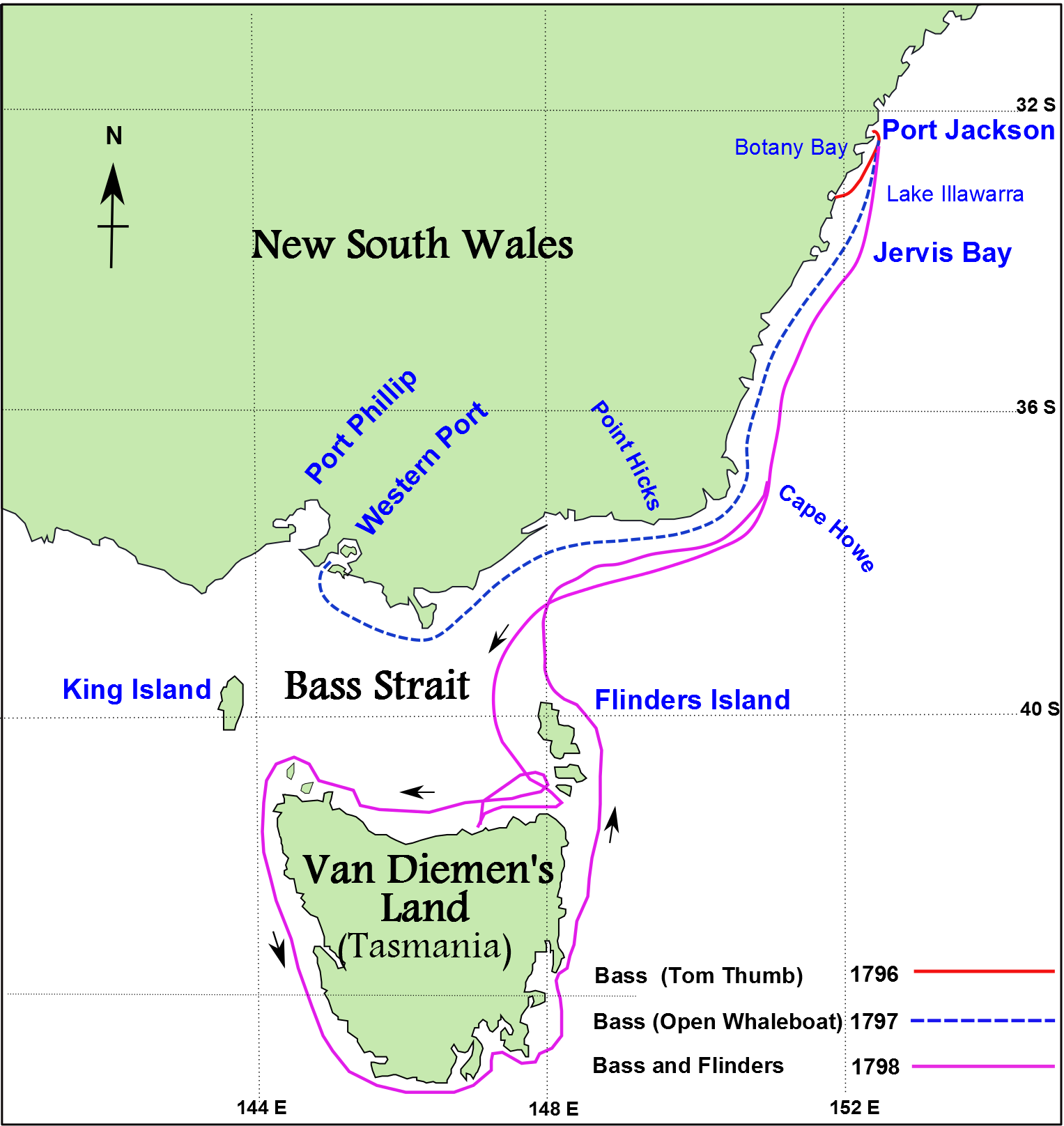
Viaggi di George Bass

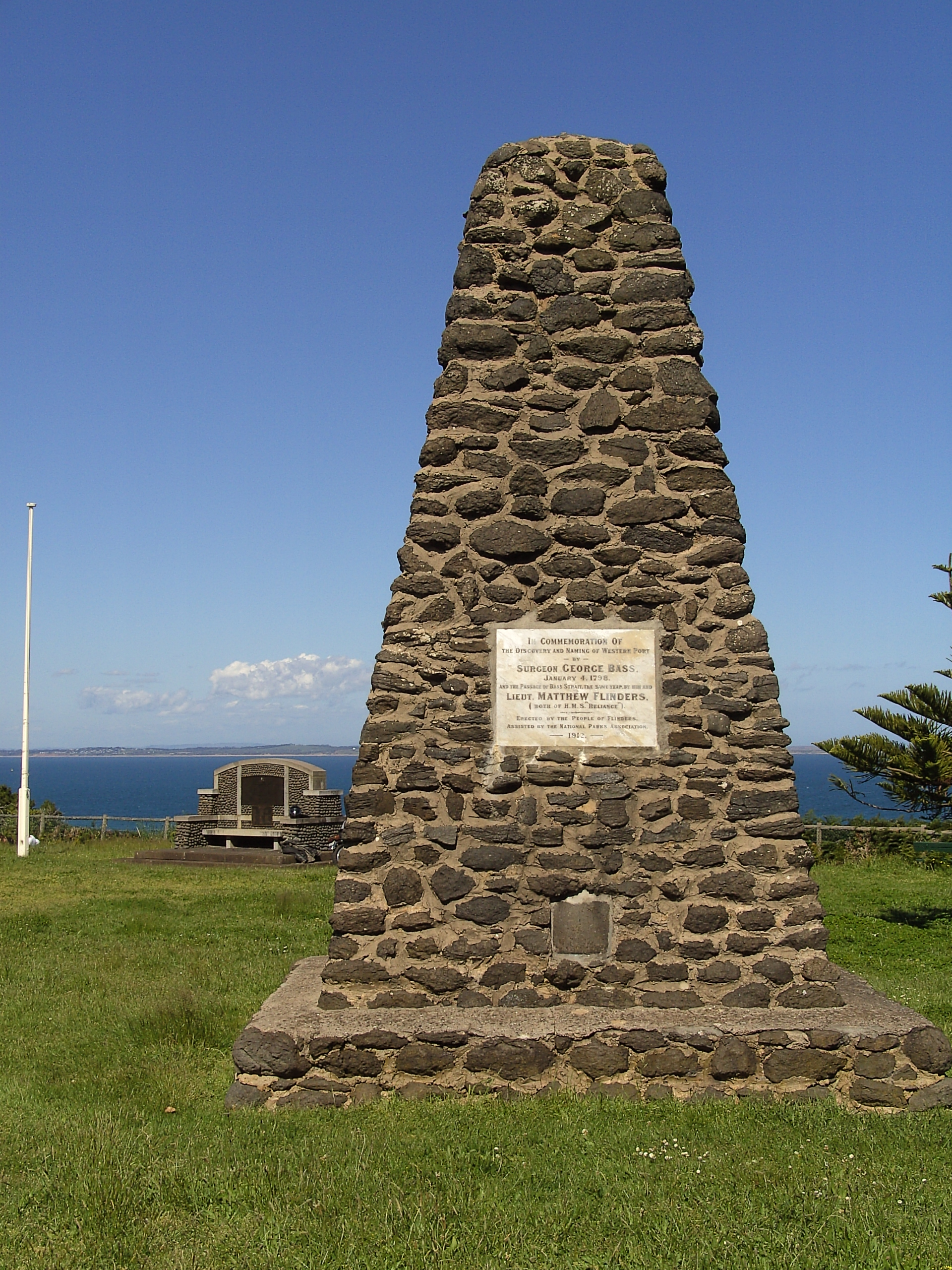
Memoriale (1912) dedicato alla scoperta di Western Port del 4 gennaio 1798, a Flinders (Victoria)

Nel 1797, senza Flinders, su una baleniera con un equipaggio di sei uomini, Bass salpò verso capo Howe, il punto più estremo dell'Australia sudorientale. Da qui si diresse ad ovest lungo quella che oggi è la costa della regione di Gippsland in Victoria, fino alla baia di Western Port, fin quasi all'attuale Melbourne. Era convinto che uno stretto separasse la terraferma dalla Terra di Van Diemen (oggi Tasmania), ed era sostenuto in questo dall'osservazione della rapida marea e dall'ampio sbalzo sudoccidentale presso il promontorio Wilsons.
Bass scoprì l'area di Kiama e ne annotò la complessità botanica e il suo straordinario fenomeno naturale, il Kiama Blowhole, notandone la geologia vulcanica attorno al Blowhole e contribuendo alla sua comprensione.

## Circumnavigazione della Tasmania sulla Norfolk
Nel 1798 questa teoria fu confermata quando Bass e Flinders, sulla sloop Norfolk, circumnavigarono la Terra di Van Diemen. Durante il viaggio Bass visitò l'estuario del fiume Derwent, scoperto e battezzato dal capitano John Hayes nel 1793, dove nel 1803 sarebbe stata fondata la città di Hobart grazie al suo racconto. Quando i due fecero ritorno a Sydney, Flinders raccomandò al governatore John Hunter di chiamare il passaggio tra la Terra di Van Diemen e la terraferma stretto di Bass.
"Fu niente più che un giusto tributo al mio degno amico e compagno", scrisse Flinders, "per gli incredibili pericoli e le fatiche che sopportò, durante il suo primo passaggio su una baleniera, e per la corretta ipotesi che aveva formulato, partendo da vari indizi, riguardo all'esistenza di un ampio passaggio tra la Terra di Van Diemen ed il Nuovo Galles del Sud".
Bass era un appassionato naturalista e botanico, e riportò alcune delle sue scoperte botaniche a Joseph Banks a Londra. "In questo viaggio di quattordici settimane raccolsi queste poche piante dalla Terra di Van Diemen che non avevo mai visto in Nuovo Galles del Sud", scrisse a Banks, "e mi onoro di portarle alla vostra attenzione". Fu nominato membro onorario della Society for Promoting Natural History, che in seguito divenne la Linnean Society of London. Alcune delle sue osservazioni furono pubblicate nel secondo volume di An Account of the English colony in New South Wales scritto da David Collins. Fu uno dei primi a descrivere un marsupiale australiano, il vombato.

## Matrimonio e commercio
L'8 ottobre 1800, George sposò Elizabeth Waterhouse presso la chiesa di san Giacomo a Westminster. Era la sorella di Henry Waterhouse, ex compagno marinaio di Bass e capitano della Reliance. Nel gennaio 1801 Bass salpò nuovamente per Port Jackson, lasciando Elizabeth e, nonostante la coppia abbia continuato a scriversi, non si incontrarono mai più dato che Bass non fece più ritorno dal viaggio.
Bass ed un gruppo di amici avevano investito circa 10 000 sterline nel brigantino Venus ed in un carico di beni di consumo da rivendere a Port Jackson. Bass ne era il proprietario e salpò all'inizio del 1801. Tra i suoi amici e soci più famosi c'era il principale chirurgo della colonia satellite britannica dell'isola Norfolk, Thomas Jamison, in seguito nominato chirurgo-generale del Nuovo Galles del Sud.
Nell'attraversare lo stretto di Bass durante il viaggio del 1801 lo chiamò semplicemente stretto di Bass, come ogni altro punto geografico. Sembra, come scritto dal biografo di Flinders, Ernest Scott, che la modestia di Bass non lo portasse a specificare "scoperto da me" o "che porta il mio nome".
Al suo arrivo Bass trovò la colonia piena di ogni cosa e non riuscì a vendere il proprio carico. Il governatore King stava riducendo i costi e non avrebbe comprato il carico per i magazzini governativi, neanche con uno sconto del 50%. Quello che King fece fu contrattare con Bass per farsi portare del maiale salato da Tahiti. Il cibo era scarso a Sydney in quel periodo ed i prezzi stavano salendo; c'erano maiali in abbondanza sulle isole della Società per cui King contrattò con Bass il prezzo di 6 penny alla libbra al posto dei 12 che pagava solitamente. L'accordo veniva incontro alla parsimonia di King ed era vantaggioso per Bass. Assieme al socio Charles Bishop, Bass salpò da Sydney a bordo della Venus diretto a Dusky Sound in Nuova Zelanda, dove passò 14 giorni recuperando ferro dal relitto della Endeavour del capitano Brampton. Il ferro fu trasformato in asce usate come baratto per i maiali di Tahiti prima di tornare a Sydney nel novembre 1802.
Nel gennaio 1803 Bass chiese a King di estendere il monopolio della pesca da una linea che divideva Isola del Sud della Nuova Zelanda da Dusky Sound a Otago Harbour (dove oggi sorge la città di Dunedin) includendo tutte le terre ed i mari a sud, soprattutto le isole Antipodi, forse in base alle informazioni riportatigli dal cognato Waterhouse, scopritore delle Antipodi. Si aspettava molto da questa cosa, ma prima di sapere che la richiesta era stata rifiutata salpò verso sud da Sydney e non fece più ritorno. Bass e Flinders erano entrambi lontani da Sydney in quel periodo, e le loro visite in città non coincisero.

## Ultimo viaggio
Non si sa cosa accadde a Bass. Salpò per il suo ultimo viaggio a bordo della Venus il 5 febbraio 1803, e nessuno dell'equipaggio fu più rivisto. Il suo piano era di raggiungere Tahiti e forse le colonie spagnole sulla costa del Cile per acquistare provviste e riportarle a Sydney.
È stato ipotizzato che Bass possa aver deciso di intraprendere il contrabbando con il Cile. La Spagna limitava l'importazione di beni nelle proprie colonie alle navi ed ai mercanti spagnoli. Ma i coloni avevano bisogno di una quantità di materiale che gli spagnoli non potevano fornire, per cui la carenza di beni e l'elevata tassazione causò l'aumento dei prezzi incoraggiando il commercio illegale con i vascelli stranieri. Port Jackson fu descritto da alcuni storici del XIX secolo come base per tale contrabbando.
Bass aveva ancora buona parte del carico che aveva portato a Sydney nel 1801 e potrebbe essere stato tentato di venderlo in Cile. Due delle sue ultime lettere fanno pensare ad un'impresa che non nomina. In ogni caso salpò nel 1803 con una lettera diplomatica del governatore King che ne attestava la buonafede ed affermava che il suo unico obiettivo sulla costa dell'America Meridionale era l'acquisto di provviste.
Quando passarono mesi senza notizie del suo arrivo, il governatore King e gli amici di Bass a Sydney furono obbligati ad accettare la sua probabile morte. In Inghilterra nel gennaio 1806 Bass fu inserito nella lista dell'Ammiragliato come perso in mare, e quello stesso anno ad Elizabeth fu concessa una rendita annua per le vedove, retrodatata a quando la mezza paga di Bass era terminata nel giugno 1803.

## Ipotesi sul destino di Bass
Sono state fatte numerose ipotesi riguardo al destino di Bass. Un'ipotesi, attribuita a William Campbell del brigantino Harrington, vuole che Bass sia stato catturato dagli spagnoli in Cile e mandato nelle miniere d'argento. L'Harrington sarebbe stato coinvolto nel contrabbando e sarebbe tornato a Sydney circa tre mesi dopo la partenza di Bass. Questa storia risale al 1811, citata in un resoconto di William Fitzmaurice. Esistono registrazioni di Campbell del 1803, e del 1805 quando catturò una nave spagnola, ma Bass non viene mai citato in questo periodo. Tre mesi sembrano un termine molto breve per pensare che Bass abbia raggiunto il Cile e che la Harrington sia riuscita a tornare a Sydney.
Un altro fattore contro l'ipotesi sudamericana è che tutti i prigionieri britannici degli spagnoli in Cile e Perù vennero liberati nel 1808 e fecero ritorno in Europa. Se l'equipaggio della Venus fosse stato catturato, allora nessuno dei 25 uomini sarebbe sopravvissuto.
L'avventuriero Jørgen Jørgensen scrisse di Bass nella sua autobiografia del 1835, affermando che Bass avesse tentato di commerciare forzatamente in Cile e che fu catturato quando abbassò la guardia. Probabilmente Jørgensen incontrò Bass, ma questo racconto è quasi sicuramente inventato. Le cose scritte da Jørgensen, per quanto interessanti, erano spesso ben lontane dall'essere veritiere.
Una ricerca negli archivi spagnoli nel 1903 fatta dallo studioso Pascual de Gayangos ed una ricerca negli archivi peruviani nel 2003 dello storico Jorge Ortiz-Sotelo non trovarono nessuna citazione di Bass. Il suo destino rimane un mistero.

## Riconoscimenti

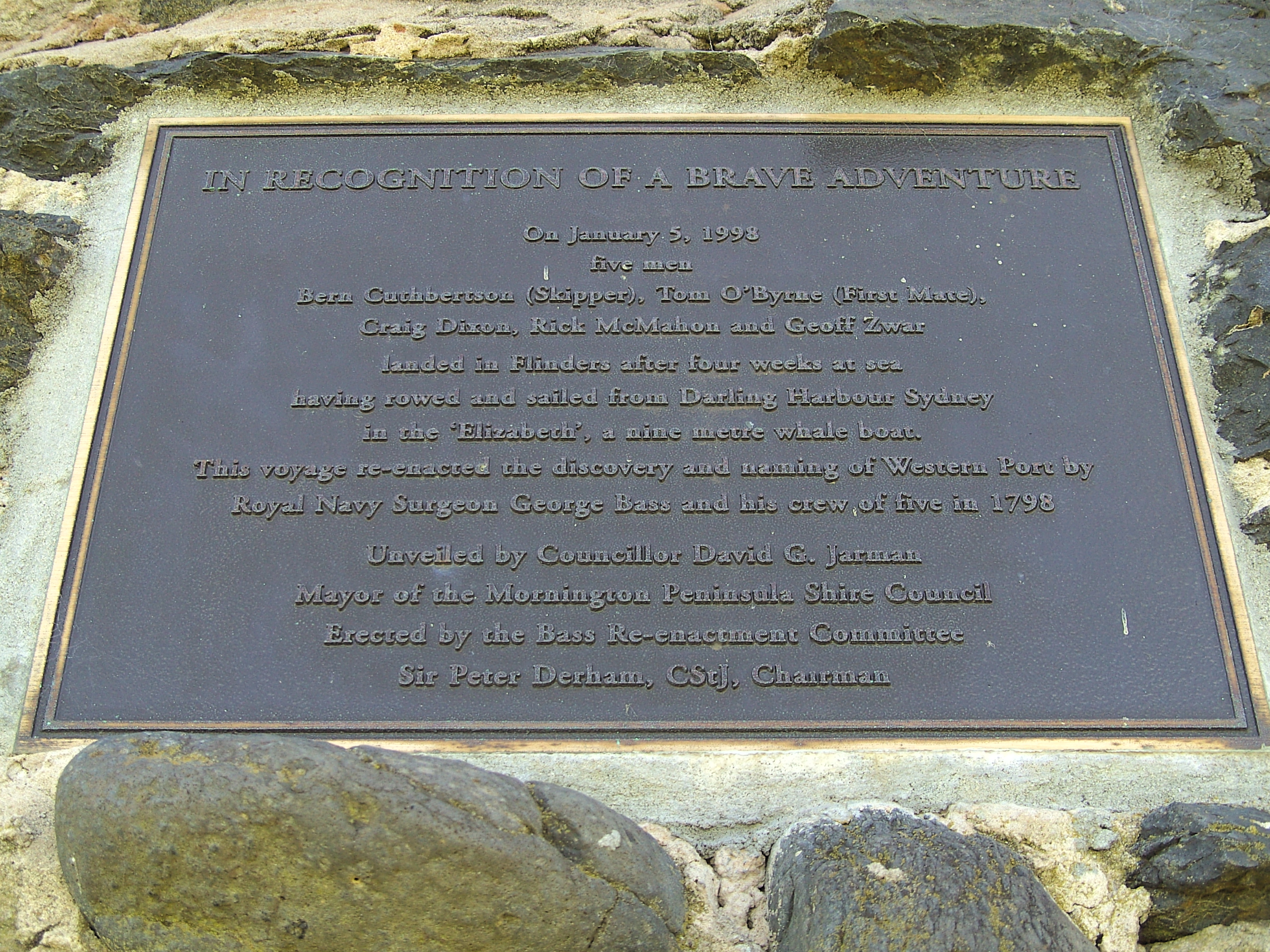
Targa commemorativa del 200º anniversario della scoperta di Western Port

Nel 1963 gli fu dedicato un francobollo emesso dalla Australia Post, mentre in un francobollo del 1998 appare con Matthew Flinders.
Una rievocazione del viaggio della baleniera fu messa in atto durante il 200º anniversario del viaggio di Bass e giunse a Western Port il 5 gennaio 1998 utilizzando la Elizabeth (3 metri) pilotata da Bern Cuthbertson. Una targa commemorativa fu aggiunta al memoriale dedicato a Bass e Flinders a Flinders.

## Retaggio
Luoghi che prendono il nome da Bass:
- Bass (Victoria) (città)
- Bass Highway (Tasmania)
- Bass Highway (Victoria)
- Bass Hill (Nuovo Galles del Sud)
- Bass Point
- Stretto di Bass
- Divisione di Bass, Tasmania (federale)
- Divisione di Bass, Tasmania (statale)
- Fiume Bass
- Marotiri o isolotti di Bass